# Fundação Pierre Gianadda

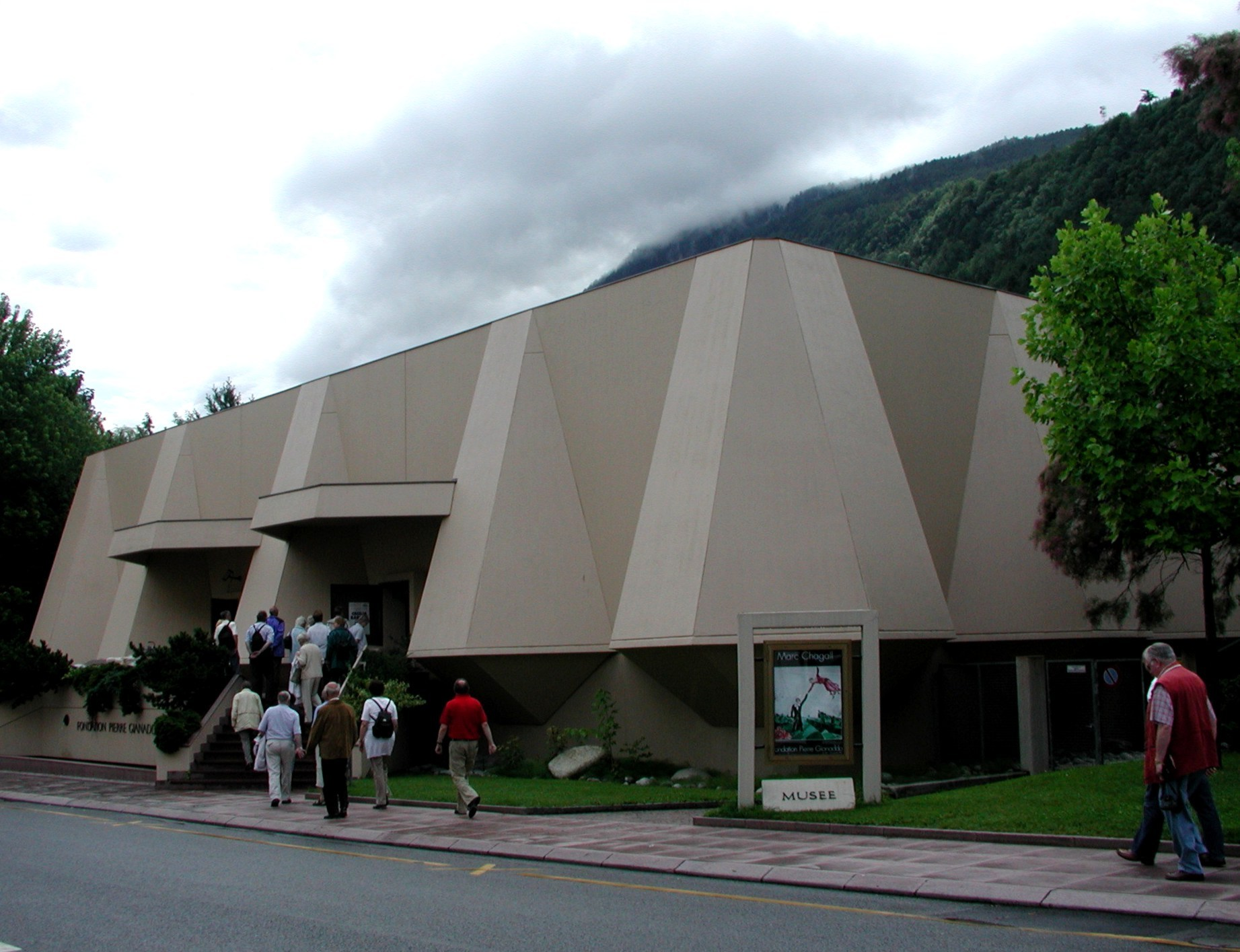
Fachada da fundação.

A Fundação Pierre Gianadda (em francês, Fondation Pierre Gianadda) é uma instituição cultural privada localizada em Martigny,  cantão de Valais, na Suíça. O complexo cultural, fundado em 1978 e construído ao redor dos vestígios de um antigo templo galo-romano, alinha-se entre os principais centros de exposição de arte moderna do país.
Abriga pequenas colecções próprias de pinturas, esculturas, automóveis e artefatos arqueológicos, e é no próprio local das exposições que anualmente têm lugar vários espectáculos de música, mas é com as exposições "a tema" que ela se fez um nome.

## Histórico

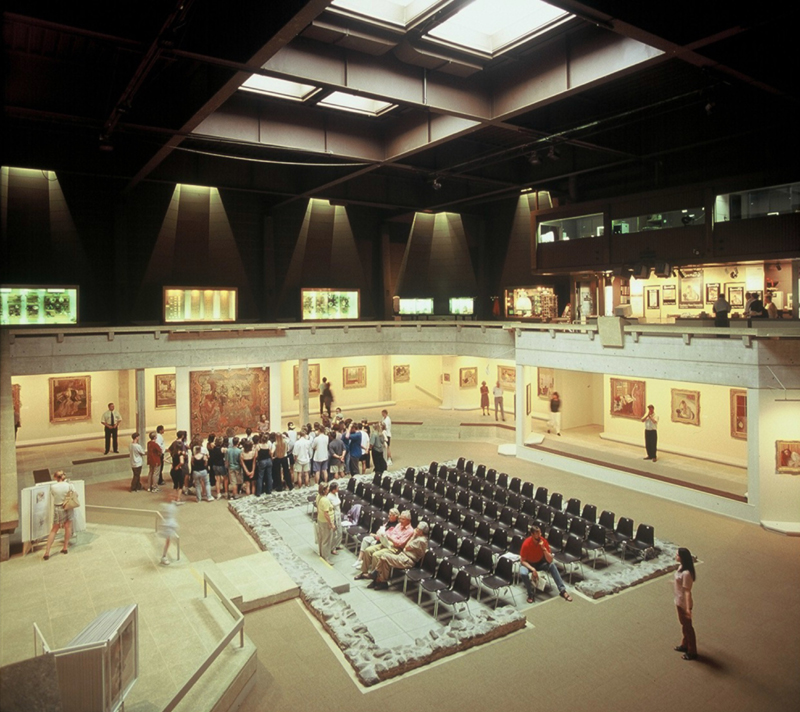
Interior da museu durante uma exposição

As origens da fundação remontam a 1976, quando o engenheiro Léonard Gianadda descobriu, durante escavações para alicerçar uma casa a ser construída em um terreno de sua propriedade em Martigny, vestígios do que se descobriria mais tarde ser o mais antigo templo galo-romano da Suíça, dedicado ao deus Mercúrio. Pouco tempo depois, ainda em 1976, o irmão mais novo de Léonard, Pierre, faleceu em um trágico acidente de avião. Léonard decidiu então homenageá-lo construindo um centro cultural com seu nome em torno do templo recém-descoberto. A Fundação foi inaugurada dois anos depois, em 19 de novembro de 1978, no dia em que Pierre festejaria os seus 40 anos,
No Parque das Esculturas que rodeia o edifício da fundação, há diferentes ruínas integrantes de um sítio arqueológico de Octoduro.

## Acervo

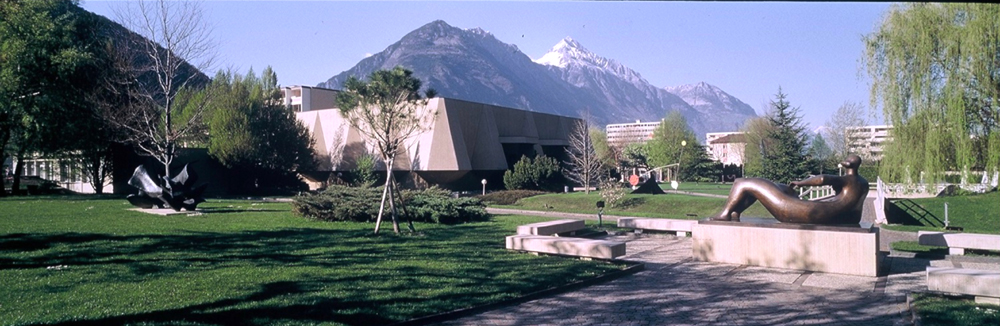
O Parque das Esculturas e o edifício da Fundação

Dentro do edifício da fundação pode ver-se:
- Museu Galo-Romano: seleção de artefatos arqueológicos da cultura galo-romana (bronzes, estatuetas, cerâmicas e moedas) datados do século I d.C. descobertos em Martigny, expostos junto às ruínas do templo de Mercúrio.[3]
- Coleção Louis e Evelyn Franck: uma pequena coleção permanente de pinturas datadas do fim do século XIX e começo do século XX, com obras de Vincent van Gogh, Paul Cézanne e Pablo Picasso, etc.[4]
- Museu do Automóvel: com aproximadamente 50 modelos, incluindo um Mercedes-Benz de 1897, um Delaunay-Belleville que pertenceu ao czar Nicolau II da Rússia e uma série de modelos suíços.[4]

No exterior do edifício encontra-se:
- Parque das Esculturas: situado nos jardins da fundação, com umas vinte esculturas e obras como as de Auguste Rodin,  César, Brancusi, Joan Miró, Alexander Calder, Henry Moore, Jean Dubuffet,   Max Ernst.[5]
- Cour Chagall: um mosaico monumental e duas esculturas em mármore, encomendadas a Marc Chagall em 1964 por Ira Kostelitz e posteriormente doados à fundação pelo seu marido,  Georges Kostelitz[6]
- Pavilhão Szafran: uma escada monumental em cerâmica foi realizada expressamente por Sam Szafran em 2005 par uma parede do edifício.
- O Velho Arsenal com desenhos e maquetes das invenções de Leonardo da Vinci - O Inventor[7]

## Exposições temporárias
A primeira exposição temporária remonta a 1997, um ano depois da criação da Fundação, com exposições de Joan Miró e Raoul Dufy.  Desde então, realiza em média duas a três exposições anualmente, voltadas à produção artística dos séculos XIX e XX. Mostras de grande apelo popular, como as dedicadas a Braque,   Chagall, Gauguin, Giacometti,  van Gogh,  Manet, Matisse, Miró, Modigliani,  Picasso,  Rodin,  Turner,  entre outros, ajudaram a impulsionar as visitas.
O números de visitantes está em constante progressão e atinge por vez valores astronómicos. Assim desde a sua criação em  1978 e até 2006, a Fundação já tinha sido visitada por mais de 6 milhões de pessoas. A grande surpresa  vem do facto das  exposições figuram regularmente na classificação das 100 mostras mais visitadas no mundo e, regularmente, mesmo das 10 primeiras. Só no ano 2000, a exposição van Gogh atraiu 450 mil visitantes.

## Visitantes
Os números que seguem referem-se só às exposições que fizera mais de 100 Mil visitantes:
- 1988 - Museu de Arte de São Paulo a MASP, Brasil ; 161 M
- 1990 - Modiglianni ; 263 M
- 1991 - Marc Chagall ; 450 M, o recorde até hoje.
- 1994 - Metropolitan Museum of Art ; 217 M
- 1996 - Édouard Manet ; 290 M
- 1997 - Joan Miró ; 208 M
- 1998 - Paul Gauguin ; 103 M
- 2000 - Wassily Kandinsky ; 125 M
- 2004 - Chefs-d’œuvre de la en:The Phillips Collection, 298 M

## Música
Paralelamente às exposições a Fundação apresenta um programa musical de alto nível e do qual Cecilia Bartoli se tornou uma familiar da fundação, já que é raro o ano em que não haja um espectáculo com ela. Diga-se que ouvir música clássica cercado por obras de arte, é uma verdadeira experiência.